# Francis Anthony Quinn

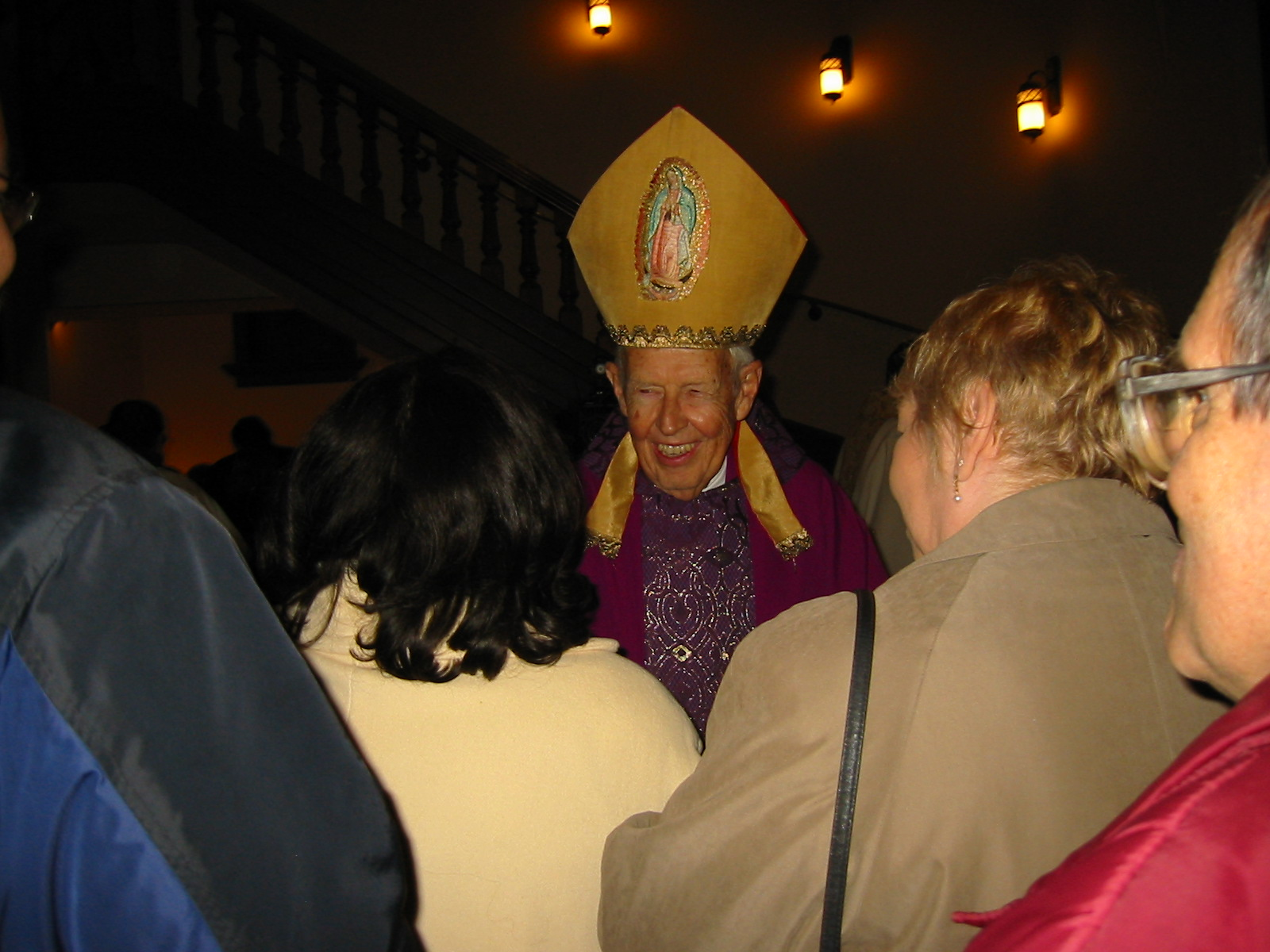
Francis Anthony Quinn (2004)

Francis Anthony Quinn (* 11. September 1921 in Los Angeles, Kalifornien; † 21. März 2019 in Sacramento, Kalifornien) war ein US-amerikanischer Geistlicher und römisch-katholischer Bischof von Sacramento.

## Leben
Francis Anthony Quinn, aus einfachen Verhältnissen stammend, empfing am 15. Juni 1946 die Priesterweihe. Ab 1947 war er Lehrer an der Serra High School in San Mateo, ehe er ab 1955 in der Verwaltung des Erzbistums San Francisco tätig war. 1962 wurde er Herausgeber des San Francisco Monitor.
Papst Paul VI. ernannte ihn am 24. April 1978 zum Weihbischof in San Francisco und Titularbischof von Numana. Der Erzbischof von San Francisco, John Raphael Quinn spendete ihm am 29. Juni desselben Jahres die Bischofsweihe; Mitkonsekratoren waren Joseph Thomas McGucken, Alterzbischof von San Francisco, und William Joseph McDonald, emeritierter Weihbischof in San Francisco. Papst Johannes Paul II. ernannte ihn am 18. Dezember 1979 zum Bischof von Sacramento; er wurde am 18. Februar 1980 ins Amt eingeführt. Quinn förderte Frauen in kirchlichen Tätigkeiten und wandte sich mit einem Protest vor dem Kapitol gegen die Todesstrafe.
Am 30. November 1993 nahm Papst Johannes Paul II. seinen altersbedingten Rücktritt an. Nachdem er ab 1994 in Arizona tätig gewesen war, kehrte er 2007 nach Sacramento zurück. Er starb am 21. März 2019 im Alter von 97 Jahren.
Die Bishop Quinn High School in Palo Cedro wurde 1995 nach ihm benannt. 2008 wurde die Schule geschlossen.